# Pelecopsis minor
Pelecopsis minor là một loài nhện trong họ Linyphiidae.
Loài này thuộc chi Pelecopsis. Pelecopsis minor được Jörg Wunderlich miêu tả năm 1995.